# 福井エフエム放送
福井エフエム放送株式会社（ふくいエフエムほうそう、英: Fukui FM Broadcasting Co., Ltd.）は、福井県を放送対象地域として超短波放送（FM放送）を行っている特定地上基幹放送事業者である。
通称はFM福井（エフエムふくい、ロゴタイプはFM FUKUI）。コールサインはJOLU-FM。JFN系列。

## 概要
放送時間
- 5:00起点で、24時間終日放送（月曜未明 1:00 - 4:00の間は放送休止）

事業所
- 本社・演奏所所在地：福井県福井市御幸一丁目1番1号 FM会館
- 東京支社・所在地：東京都千代田区麹町一丁目8番地 JFNセンター6階

関連会社
- FM福井デジタルマーケティング

キャッチコピー
- 「音に恋して」（ - 2005年12月)
- 「音を育む。」（2006年1月 - 2013年）
- 「Colors.」（2014年 - ）
  - 現在のキャッチコピーは開局30周年を記念して制定。使用開始当時はダイヤモンド風のロゴマークの中に「30th」の文字が記載されていた。

かつて開設していたサテライトスタジオ
- 福井県福井市大和田二丁目1212番地 ラブリーパートナーエルパ2階（フードコート内）
  - L-Sta（エルスタ）の愛称があったが、2019年9月で閉鎖。

かつて起用したキャラクター
- マスコットキャラクター：恋音（れのん）

## 沿革
- 1982年（昭和57年）10月27日：電波監理審議会の答申に基づき、郵政省（当時、現在の総務省）は福井県にFM放送の周波数割り当てを実施（北陸地方では富山県も割り当て）[8][9][10][11]。
- 1983年（昭和58年）
  - 11月29日：免許申請した38社の一本化調整が完了[10]。
  - 12月2日：「福井エフエム放送株式会社」として、郵政省北陸電波監理局（現在の総務省北陸総合通信局）に免許申請[10]。
- 1984年（昭和59年）
  - 2月20日：会社設立[1]。
  - 12月1日：サービス放送開始[10][12]。
  - 12月18日：民放FM局として全国13番目、本州日本海側では初の開局[1][10][13][14]。開局前日の福井新聞には富田靖子を起用した1面広告を掲載[6][15]。
- 1995年（平成7年）4月1日：文字多重放送（見えるラジオ）開始。コールサインはJOLU-FCM。
- 2009年（平成21年）6月1日：緊急地震速報サービス開始。
- 2011年（平成23年）
  - 1月26日：「LISMO WAVE」による配信を全国FM連合加盟各局と同時に開始（2019年（令和元年）9月30日終了）。
  - 12月5日：「ドコデモFM」による配信をJFN加盟各局と同時に開始（2021年（令和3年）2月28日終了）。
- 2014年（平成26年）3月31日：文字多重放送廃止。
- 2018年（平成30年）
  - 1月5日：完全子会社となるFM福井デジタルマーケティングを設立[16]。
  - 7月2日 ：同日正午より「radiko」通常版・「radikoプレミアム・エリアフリー」（有料）ともに配信開始[17]。
- 2019年（令和元年）9月27日：『POWER STATION HOT40』の終了に伴い、サテライトスタジオ「L-Sta」の運用を終了。
- 2024年（令和6年）12月18日：開局40周年特別番組『偶然だから、ココロ動く』を11:30 - 21:55まで生放送[18]。

## 資本構成
企業・団体の名称、個人の肩書は当時のもの。出典：

### 2015年3月31日 - 2016年3月31日
| 資本金      | 発行済株式総数 | 株主数 |
| ----------- | -------------- | ------ |
| 4億8000万円 | 10,000株       | 58     |

| 株主                             | 株式数 | 比率 |
| -------------------------------- | ------ | ---- |
| 福井放送                         | 920株  | 9.2% |
| 福井テレビジョン放送             | 920株  | 9.2% |
| ジャパンエフエムネットワーク     | 700株  | 7.0% |
| 中日新聞社                       | 700株  | 7.0% |
| 読売新聞大阪本社                 | 700株  | 7.0% |
| フジ・メディア・ホールディングス | 700株  | 7.0% |
| 日本経済新聞社                   | 660株  | 6.6% |
| 福井新聞社                       | 500株  | 5.0% |

## 周波数・出力
| 親局   | 周波数  | 空中線電力 | 備考                 |
| ------ | ------- | ---------- | -------------------- |
| 福井   | 76.1MHz | 1kW        | 福井テレビと共同使用 |
| 中継局 | 周波数  | 空中線電力 | 備考                 |
| 大野   | 84.7MHz | 10W        | NHK福井と共同使用    |
| 敦賀   | 86.4MHz | 10W        |                      |
| 小浜   | 82.5MHz | 100W       |                      |
| 美浜   | 80.3MHz | 10W        | 福井テレビと共同使用 |
| 高浜   | 82.0MHz | 3W         |                      |
| 三国   | 86.3MHz | 10W        | NHK福井と共同使用    |

## 聴取方法
| メディア                      | 周波数       | 聴取可能地域 | 備考 |
| ----------------------------- | ------------ | --- | --- |
| 地上波FMラジオ                | 上記参照     | 県内全域および以下の各一部地域 石川県（小松市・加賀市・白山市・能美市の各一部） 滋賀県（長浜市・高島市の各一部） 京都府（舞鶴市の一部） | |
| ケーブルテレビ （FTTHを含む） | 事業者による | 県内各事業者の業務区域 | 実施する事業者は以下のとおり。 - 丹南ケーブルテレビ - コミュニティチャンネル「たんなんライフTV」のデータ放送で再送信 - 嶺南ケーブルネットワーク - ケーブルテレビ若狭小浜 - おおいラジオ - 美方ケーブルネットワーク - ケーブルネットワークかみなか - eo光テレビ（オプテージ、大飯郡高浜町の区域のみ） |
| radiko                        | radiko       | 福井県（無料） 日本全国（有料） | パソコン・スマートフォン |

## 主な番組
2024年4月時点。現在の番組の詳細は、公式サイトのローカルプログラムまたはTime Table 番組表を参照。

### 自社制作番組
随時
- FM福井ニュース（放送時間は当該項目参照）
- FM福井ヘビーローテーション（最終日曜日を除く毎日 23:55 - 24:00ほか）

平日
- Morning Tune（月曜日 - 木曜日 7:30 - 10:55、2023年9月までは金曜も放送していた）
- FM福井インフォメーション（月曜日 - 土曜日 10:55 - 11:00）
- 特選!中古車インフォメーション（金曜日 8:55 - 9:00、月曜日 - 金曜日 16:55 - 17:00）
- Update Evening!（月曜日 - 木曜日 17:45 - 19:00、金曜日 17:00 - 19:00）[27]
- おしゃべり居酒屋ぼんた（月曜日 17:00 - 17:30）
- クロダハウス presents しあわせ物語 -Lagom-（木曜日 17:00 - 17:30）
  - かつてエフエム石川にもネットしていたが（金曜日 17:00 - 17:30）、2021年12月で打ち切りとなっている。
- Weekend Shower（金曜日 7:30 - 10:55）
- HIGHLIGHT FRIDAY（金曜日 13:00 - 16:55）
- FUT Monthly Radio Program FUT LAB.（第4金曜日 20:00 - 20:55）
  - 2014年4月からはエフエム石川・富山エフエム放送（FMとやま）、2016年4月からはエフエム滋賀（e-radio）へのネットを開始（FM石川は1時間先行放送、FMとやまは同時ネット[28]、e-radioは毎月第4水曜日の20:00 - 20:55に放送[29]）。

週末
- 福井市政ガイド（日曜日 14:55 - 15:00、福井市の広報番組[30]）
- 番組審議会だより（特定月を除く最終日曜日 23:55 - 24:00）

### その他の番組
TOKYO FM及びJFNC以外が制作しているネット番組
- クロダハウス presents しあわせ物語（土曜 8:20 - 8:40、エフエム石川）
- 原邦雄のほめ育®ラジオ（土曜日 11:30 - 11:40、FM岡山）
- SDD〜STOP! DRUNK DRIVING PROJECT〜（土曜日 18:30 - 18:55、FM大阪との2局ネット）

### 終了した自社制作番組
午前
- FM福井モーニングステーション（月曜 - 金曜 8:20 - 9:40）[6]
- FMモーニングサウンド
- Me & You Fine（月曜 - 木曜 8:20 - 10:00、金曜 8:20 - 11:00、90年代半ば）
- Wake up WaO!（月曜 - 木曜 7:30 - 10:50）
- Morning Liner（月曜 - 木曜 8:20 - 8:55、2009年3月終了）
- 街にCUE ON! (金曜)
- Radio DaDA（金曜 7:30 - 10:55）
- Life Is（月曜 - 木曜 7:30 - 10:50、金曜 7:30 - 10:55、2009年4月1日 - 2019年6月28日）
- Eco -ちょっとイイコトはじめる-（金曜 11:30 - 12:55、2012年3月終了）
- ランチタイムインフォメーション（月曜日 - 木曜日 10:50 - 10:55）

午後
- WHITE PARADISE FM（月曜 - 金曜 13:00 - 16:00、90年代半ば）
- Bonjour! Coffee FM（月曜 - 木曜 13:00 - 15:50）
- FRIDAY COTTON CLUB（金曜 13:00 - 16:55）
- Bloomin'（月曜 - 木曜 13:00 - 15:50・金曜 13:00 - 16:55→月曜 - 木曜 14:00 - 16:45、金曜は変化なし）
- ラジアップ→ラジアップ Friday（月曜 - 木曜 13:00 - 14:55→金曜 13:00 - 16:55）
- POWER STATION HOT40（17:00 - 19:55）
- FM福井 地域の絆プロジェクト（月曜 - 木曜 13:00 - 13:55） - 緊急雇用創出事業の一環として各自治体がFM福井に委託して制作された番組（2011年度のみ）
  - あわLove（月曜、あわら市）
  - ちょっと大野で和みねの（火曜、大野市）
  - きらりかっちゃま☆ほやほやラジオ（水曜、勝山市）
  - にっこり さば笑み（木曜、鯖江市）

夕方
- Preasure Island
- Dive Deeper
- LA LU VITANTE
- Smooth（月曜 - 木曜 17:45 - 19:00、2009年4月1日 - 2019年6月27日）
- Nature paradigm（月曜 17:00 - 17:30）
- 福井あばさけビジネス道（火曜 17:00 - 17:30） - 福井あばさけビジネス道制作。2016年9月27日終了。
- 虹いろ輪舞曲（月曜 17:00 - 17:30）
  - ミニドラマと情報コーナーで構成。なお、情報コーナーは2019年4月以降、朝のワイド番組の月曜9時台に「ケアモア」というコーナー名として継続している。
- デキルラジオ（火曜 17:00 - 17:30）
- 空飛ぶ文庫（木曜 17:00 - 17:30）
- 大人めがね（金曜 17:00 - 17:45[注 3]）
- はぴぷれ!（月曜 - 木曜 15:50 - 15:55）
- TOYOPET Music Trackback[注 4]（水曜日 17:00 - 17:30,2009年4月-2023年3月）

夜
- アメリカンのワシントンDX（日曜 24:30 - 25:00）
- 気持ち届け!!Running HIGH（月曜 - 木曜 22:55 - 23:00、『SCHOOL OF LOCK!』内「カコモンクエスト2～伝説の呪文」→「おもてなせ!ENGLISH」枠を差し替えて放送していたが2016年3月31日終了。内容は部活動を行っている県内各地の高校生へのインタビュー番組。）
  - 再放送（12:50 - 12:55）は同年4月7日終了。

その他
- 情報パック730
- ごきげんドリトル王国
- 大安和尚のいきいきDJ
- ナナ・イロ ココニアリ
- Passion（2009年12月18日に放送した開局記念番組。9:00 - 22:00に放送）
- NICE!
- 夏、甲子園（1985年 - 2010年）[6]
  - 夏の甲子園県予選開催時に放送[6]。予選が開幕するまでは各校へのインタビューを紹介し、開幕後は試合結果や選手・監督・マネージャーなどのインタビューを放送。
- ちょっと、きいて、ふくい（土曜 20:55 - 21:00、福井県内在住の外国人向けの外国語放送）
- Welcome To My House（土曜 16:55 - 17:00）
- SKY'S THE LIMIT supported by JA共済（土曜 18:00 - 18:30） - 2019年1月から3か月間限定の番組。武田舞彩がパーソナリティを務めていた。

## アナウンサー

### 現在
| 名前     | 読み仮名    | 入社年 | 主な担当番組など（2023年時点） |
| -------- | ----------- | ------ | --- |
| 藤田佳代 | ふじた かよ | 2005年 | Morning Tune（金曜） クロダハウス presents しあわせ物語 -Lagom- オープニング・クロージングナレーション （2019年8月から2020年6月まで休職） |

### 過去
役職名は在籍時。
- 黒川元司（1984年 - 、取締役兼営業放送本部長[6]）
- 黒原真理
- 山田恵美子
- 飯島理之
- 飴田彩子（1990年4月 - 2019年3月、放送部副部長[31][注 5]）
- 堀謙（1993年4月[6] - 2018年3月、常務取締役、営業企画部長兼東京支社長[32]を経て現・代表取締役社長[2][3][4]）
- 市脇康平（1998年4月 - 2000年9月、現・愛媛朝日テレビアナウンサー）
- 柴崎啓志（退社後、東京でスポーツ実況などのフリーアナウンサー。現在ラジオ日本の報道の契約アナウンサー）
- 木下桃子（2015年4月 - 2017年3月）
- 平野陽大（2018年4月 - 2019年3月）
- 天谷真綾（2019年4月 - 2020年3月）
- 岡田ゆうき（2020年4月 - 2021年7月）

## パーソナリティ
2023年時点。現在のパーソナリティは、公式サイトのパーソナリティ一覧を参照。氏名の後に記載されているのは出演番組・コーナー。

### 現在
パーソナリティ
- 松田直子 - Morning Tune（月曜、2022年4月 - ）
- 荒巻勇仁 - Update Evening!（月曜）
- Betty（ベティー、元福井大学国際地域学部学生）[33] - Update Evening!（月曜、2022年7月から2023年3月までは木曜）[33]
- 堀内くみ子 - Morning Tune（火曜、2021年5月 - ）
- MC小法師 - Update Evening!（火曜）
- 会田勇人（カリマンタン） - Morning Tune（水曜、2021年10月 - ）
- 橋本由佳 - TOYOPET Music Trackback
- 大川晴菜[34][35] - Update Evening!（水曜）
- 別司愛実（元NHK福井放送局キャスター）[36] - Morning Tune（木曜）、FUT Monthly Radio Program FUT LAB.[注 6]
- 坂知哉（moon drop） - Update Evening!（木曜、2023年4月 - ）
- 松川秀仁 - HIGHLIGHT FRIDAY
- 大西泰敬 - Update Evening!（金曜）

ニュース担当
- 高山千恵美
- 廣瀬絵美

### 過去
- 佐々木愛 - ラジアップ Friday
- 吉田麗奈 - 気持ち届け!!Running HIGH
- なえだのりこ - TOYOPET Music Trackback
- タナベマサキ - POWER STATION HOT40
- あばさけオールスターズ[清水栄次（メッキ職人清水）・吉村明高（シーハウ吉村）・どんまゐ鈴木（鈴木洋）、木村佳美] - 福井あばさけビジネス道
- 武田舞彩 - SKY'S THE LIMIT supported by JA共済
- いのうえようこ - ラジアップ Friday
- 白木裕子 - POWER STATION HOT40
- 岩田早希代（元福井県庁広報課職員[37][38][39]、2019年6月末で退職[40]） - Update Evening!（木曜）
- 前田明日香 - Morning Tune（金曜）
- 山田有紀 - Morning Tune（月曜・火曜）・FM福井ニュース
- かずえちゃん（YouTuber、FM福井 SDGsアンバサダー兼任）[41][42] - FUKUI SDGs compass（Morning Tune・金曜、2021年4月 - 2022年3月）
- 天谷可菜（2022年3月まではほくりくアイドル部に在籍） - Update Evening!（木曜、2022年6月で降板）
- 荒巻勇仁 - Update Evening!（月曜）

## 主催イベント
- BEAT PHOENIX（ビート・フェニックス）
  - ラブリーパートナーエルパとの共同主催で2006年より開始された音楽フェスティバル（ライブイベント）で、毎年8月下旬または9月中旬（2016年）・9月下旬（2017年）・10月上旬（2015年）頃にフェニックス・プラザ[注 7]で行われる。これまでに「アンジェラ・アキ」（2006年）「アンダーグラフ」（2007年）「FUNKY MONKEY BABYS」（2008年）「加藤ミリヤ」（2008・10・13年）「SEAMO」（2009・10・12年）「秦基博」（2011年）「BENI」（2011・12年）「高橋優」（2013年）「Every Little Thing」「植村花菜」（以上2014年）「SKY-HI」（2015年）「東京スカパラダイスオーケストラ」「キュウソネコカミ」（以上2016年）「NICO Touches the Walls」「UNISON SQUARE GARDEN」「クリープハイプ」（以上2017年）など数多くの全国区アーティストが出演しており、中には「パスピエ」（2016年）「SHE'S」（2017年）の様に福井での初ライブが本イベントとなったケース・「ポルカドットスティングレイ」（2017年）の様にメジャーデビューを目前に控えたアーティストが出演するケースもある。
  - 本イベント終了後に、当日の音源（ダイジェスト）が特別番組もしくは『Smooth』内でオンエアされる。また、後者パーソナリティの山田有紀が数組のアーティストにインタビューする模様が公開収録という形で行われ、こちらも合わせてオンエアされる。
  - 毎年チケット売上金の一部をチャリティー活動に活用しており、第1回（2006年） - 第5回（2010年）までは県内の小学校・保育園に防犯カメラを寄贈[要出典]。第6回（2011年）はJFNヒューマンコンシャス募金を通じて東日本大震災の被災地に義援金として送付。第7回（2012年）以降は地域安全活動プログラムキャンペーン（後述）に活用している[注 8]。

## アーティストによるスポットCM
本放送局では、自社制作の番組内やローカルCMの枠内で、アーティストによる10秒間のスポットCMを放送している。「いい音楽に出会える場所、それがFM福井。」とナレーションされるもので、このようなCMは北陸地方では唯一である。
アーティスト一覧
いずれも2019年時点。
- 男性：中孝介、KREVA、佐藤竹善（SING LIKE TALKING）、SEAMO、堂珍嘉邦（CHEMISTRY）、ナオト・インティライミ、平井堅、藤井フミヤ、細美武士（the HIATUS）、横山剣（クレイジーケンバンド）、米倉利紀、レキシ
- 女性：AI、あいみょん、絢香、家入レオ、竹内まりや、武田舞彩、CHARA、NakamuraEmi、元ちとせ、平原綾香、BENI、MISIA
- ユニット・グループ：WEAVER、UVERworld（TAKUYA∞・真太郎）、Official髭男dism、クリープハイプ、ケツメイシ（Ryoji・大蔵）、ケラケラ、SCANDAL、Sonar Pocket、スピッツ（草野マサムネ）、sumika、ポルノグラフィティ、真心ブラザーズ（YO-KING）、MAN WITH A MISSION（Jean-Ken Johnny）、LOVE PSYCHEDELICO

## その他
- 福井新聞・福井テレビとの関係が強い。開局当初は、福井テレビから社員が出向で派遣されていた[14]。
  - 『FM福井ニュース』で福井新聞ニュースを配信する回数は11:55と17:55の1日2回で、公式サイトでは当日を含む3日分をストリーミング配信している。同番組では、同新聞のほかに読売新聞・中日新聞のニュース[注 9]も配信しているが、平日の一部および土曜・日曜は『JFNニュース』を放送している。
  - 福井テレビが主催していたFUKUIスーパーレディス駅伝（11月第2日曜日に開催、2017年をもって大会終了）に、本放送局は福井新聞とともに後援として名を連ねていた。
- 当局含めたJFN系列38局はACジャパン（旧・公共広告機構）の正会員企業の一つである[43]。
- 北陸地方で一番早く開局した民間のFMラジオ放送局であり、かつては平日の自社制作番組の比率が高く、特に金曜日は12時間近くも自社制作番組が連続して放送されていた時期があったなど独自編成色が強かったが、その後、月曜 - 木曜日の昼ワイド番組に関しては自社制作番組とジャパンエフエムネットワーク（JFNC）制作番組のネット受けを繰り返し、2009年4月の番組改編では自社制作番組が復活したものの、2015年4月の番組改編で再び消滅した。
- 日曜日に放送されている『福井市政ガイド』では、ダ・カーポが歌う「わたしのまち ときめきのまち」がBGMとして流れている。
- 福井県内の民放3社の中で最も新しく開局し唯一開局当初からのロゴを使用している。
- 2024年（令和6年）3月16日、北陸新幹線が敦賀まで開業したが開業当日を含め特番は放送されなかった。

### 番組表掲載新聞
福井県
- 掲載 - 福井新聞、日刊県民福井、中日新聞、朝日新聞、読売新聞、日本経済新聞、毎日新聞、産経新聞、中日スポーツ
- 非掲載 - 中日スポーツ以外のスポーツ紙

石川県
- 掲載 - 朝日新聞、読売新聞、日本経済新聞、毎日新聞、産経新聞
- 非掲載 - 北國新聞（当初はサービス放送開始時より掲載していたが、2002年12月31日で掲載を終了）、北陸中日新聞（2012年3月17日にDlifeが開局したことに伴い、紙面改正でFM長野とともに掲載を終了）、ならびに各スポーツ紙

富山県
- 掲載 - 読売新聞（FM PORT閉局に伴い、2020年7月1日朝刊より掲載）、日本経済新聞（毎日新聞と産経新聞にも掲載されていたが2024年9月30日をもって富山県での発売を休止した）
- 非掲載 - 上記以外の一般紙・スポーツ紙

滋賀県
- 掲載 - 中日スポーツ
- 非掲載 - 上記以外の一般紙・スポーツ紙（京都新聞にも掲載していたが、2011年7月24日の紙面改正で掲載終了）